# Urbès
Urbès – miejscowość i gmina we Francji, w regionie Grand Est, w departamencie Górny Ren.
Według danych na rok 1990 gminę zamieszkiwały 502 osoby, a gęstość zaludnienia wynosiła 40 osób/km² (wśród 903 gmin Alzacji Urbès plasuje się na 467. miejscu pod względem liczby ludności, natomiast pod względem powierzchni na miejscu 176.).